# Volsk
Volsk (tiếng Nga: Вольск) là một thành phố Nga. Thành phố này thuộc chủ thể Saratov Oblast. Thành phố có dân số 71.124 người (theo điều tra dân số năm 2002). Đây là thành phố lớn thứ 218 của Nga theo dân số năm 2002. Dân số qua các thời kỳ: